# Talang Bengkulu
Talang Bengkulu is een bestuurslaag in het regentschap Empat Lawang van de provincie Zuid-Sumatra, Indonesië. Talang Bengkulu telt 633 inwoners (volkstelling 2010).